# 1° Reggimento Rhode Island
Il 1º reggimento Rhode Island (noto anche come reggimento Varnum, nono reggimento continentale, reggimento nero e battaglione Olney) era un reggimento dell'esercito continentale reclutato nel Rhode Island durante la guerra d'indipendenza americana. Fu una delle poche unità dell'esercito continentale a servire durante l'intera guerra, dall'assedio di Boston allo scioglimento dell'esercito continentale il 3 novembre 1783.
L'unità ha subito diverse riorganizzazioni e cambi di nome, come la maggior parte dei reggimenti dell'esercito continentale. Divenne noto come il "reggimento nero" perché aveva un gran numero di soldati neri nelle sue file. È considerata da alcuni la prima unità militare nera negli Stati Uniti, benché i suoi ranghi non fossero esclusivamente composti da neri.

## Storia del reggimento

### Reggimento di Varnum (1775)
Il primo Rhode Island è stato inizialmente formato dal governo coloniale prima di essere portato nell'esercito continentale. La rivoluzionaria Assemblea del Rhode Island ha autorizzato il reggimento il 6 maggio 1775 come parte del Rhode Island Army of Observation. Il reggimento fu organizzato l'8 maggio 1775 sotto il colonnello James Mitchell Varnum, ed era quindi spesso conosciuto come "Reggimento di Varnum". Originariamente era composto da otto compagnie di volontari delle contee di Kent e Kings. Varnum marciò il reggimento a Roxbury, Massachusetts nel giugno 1775, dove prese parte all'assedio di Boston come parte dell'Esercito di Osservazione. Fu adottato nell'esercito continentale con atto del Congresso il 14 giugno 1775. Fu ampliato a dieci compagnie il 28 giugno e il 28 luglio fu assegnato alla brigata del generale Nathanael Greene nell'armata principale del generale George Washington. Il generale Washington prese ufficialmente il comando dell'esercito continentale al suo arrivo a Cambridge, nel Massachusetts, il 3 luglio 1775. I soldati del reggimento di Varnum si erano arruolati fino alla fine del 1775, come tutti gli altri nell'esercito continentale, e il reggimento fu congedato il 31 dicembre, insieme al resto dell'esercito.

### 9º reggimento continentale (1776)
L'esercito continentale fu completamente riorganizzato all'inizio del 1776, con molti reggimenti che ricevettero nuovi nomi e altri furono sciolti. Gli arruolamenti erano per un anno. Il 1º gennaio 1776 il reggimento di Varnum fu riorganizzato con otto compagnie e designato nuovamente come 9º reggimento continentale. Sotto il colonnello Varnum, il reggimento rimase vicino a Boston fino a quando gli inglesi evacuarono la città a marzo. Fu quindi ordinato a Long Island e prese parte alla disastrosa campagna di New York e New Jersey, inclusa la battaglia di Long Island e la battaglia di Harlem Heights, ritirandosi da New York con l'esercito principale. L'esercito continentale è stato riorganizzato alla fine dell'anno, come nel caso del 1775, ma i soldati hanno ora la possibilità di arruolarsi per "tre anni o la guerra", a differenza della precedente pratica di arruolamento solo fino alla fine dell'anno.

### 1º reggimento Rhode Island (1777–80)
L'esercito continentale è stato riorganizzato ancora una volta nel 1777, e il 9º reggimento continentale è stato rinominato come il primo reggimento Rhode Island. Il colonnello Varnum fu promosso generale di brigata il 27 febbraio 1777 e gli successe il colonnello Christopher Greene, un lontano cugino del generale Nathanael Greene. Sotto il colonnello Greene, il reggimento difese con successo Fort Mercer nella battaglia di Red Bank il 22 ottobre 1777 contro un assalto di 2.000 Assiani.

### Il "reggimento nero" (1778–81)
I neri erano stati esclusi dal servizio militare nell'esercito continentale dal 12 novembre 1775 fino al 23 febbraio 1778. Rhode Island aveva difficoltà a reclutare abbastanza uomini bianchi per soddisfare le quote di truppe stabilite dal Congresso continentale nel 1778, così l'Assemblea del Rhode Island decise per perseguire un suggerimento del generale Varnum di arruolare schiavi nel 1º reggimento di Rhode Island. Varnum aveva sollevato l'idea in una lettera a George Washington, che la inoltrò al governatore del Rhode Island senza approvare o disapprovare esplicitamente il piano. Il 14 febbraio 1778, l'Assemblea generale del Rhode Island ha votato per consentire l'arruolamento di "ogni abile negro, mulatto o schiavo indiano" che ha scelto di farlo, e ha votato che "ogni schiavo che si arruola in tal modo dovrà, al suo passaggio di adunata davanti al colonnello Christopher Greene, sia immediatamente dimesso dal servizio del suo padrone e sia assolutamente libero ". I proprietari di schiavi che si erano arruolati dovevano essere risarciti dall'Assemblea in un importo pari al loro valore di mercato. Un totale di 88 schiavi arruolati nel reggimento nei quattro mesi successivi, oltre ad alcuni uomini neri liberi. Il reggimento alla fine ammontò a circa 225 uomini; probabilmente meno di 140 di questi erano neri. Il 1º Rhode Island divenne l'unico reggimento dell'esercito continentale ad avere compagnie segregate di soldati neri; altri reggimenti che permettevano ai neri di arruolarsi furono integrati. L'arruolamento degli schiavi era stato controverso, e non furono arruolati più uomini non bianchi dopo il giugno 1778. L'unità continuò ad essere conosciuta come il "reggimento nero" anche se solo uomini bianchi furono reclutati per sostituire le perdite, un processo che alla fine lo rese un'unità integrata.

### Battaglia di Rhode Island
Il reggimento combatté nella battaglia di Rhode Island nell'agosto 1778 sotto il comando del maggiore Samuel Ward, Jr., poiché il colonnello Greene era stato assegnato come comandante di brigata per la campagna. Ha svolto un ruolo abbastanza secondario, difendendo un ridotto su West Main Road dove ha respinto con successo tre cariche degli Assiani. Ripetuti attacchi da parte dei regolari britannici e delle forze dell'Assia non sono riusciti a spezzare la linea delle forze avversarie e hanno permesso il ritiro 9dell'esercito di Sullivan. Lo storico Sidney Rider osserva che gli Assiani caricarono tre volte e furono respinti ogni volta. Secondo Rider, il colonnello dell'Assia "fece domanda per scambiare il suo comando e andare a New York, perché non osava guidare il suo reggimento" di nuovo in battaglia ", per timore che i suoi uomini gli sparassero per avergli causato così tante perdite." Il primo Rhode Island ha subito tre morti, nove feriti e undici dispersi. Dopo una giornata di battaglia, il generale Sullivan decise che le sue forze erano insufficienti e ordinò un ritiro ordinato durante la notte. I suoi soldati lasciarono accesi i fuochi del campo per far pensare agli Assiani che fossero ancora al loro posto. Il ritiro è durato un totale di quattro ore, con sei brigate continentali in ritirata. Sullivan ha elogiato il Rhode Island Regiment per le sue azioni, dicendo che portavano "una parte adeguata degli onori del giorno". Il generale Lafayette ha proclamato la battaglia come "l'azione meglio combattuta della guerra". Il reggimento ha visto poca azione nei successivi tre anni, poiché il centro della guerra si è spostato a sud. Rimase nel Rhode Island per difendersi da un possibile attacco delle forze britanniche a Newport, e fu successivamente inviato nella contea di Westchester a New York, dove si trovava l'esercito continentale.

### Reggimento Rhode Island (1781–1783)
Il 1º gennaio 1781, il reggimento fu consolidato con il 2º reggimento Rhode Island e fu rinominato Rhode Island Regiment. Il reggimento trascorse i primi mesi del 1781 in un'area della valle del fiume Hudson chiamata da alcuni storici "Zona Neutrale".

### Campagna nella Zona Neutrale
La "Zona Neutrale" era una zona nella valle del fiume Hudson descritta come "una zona cuscinetto desolata e scarsamente popolata tra le forze inglesi a sud e americane a nord". Gli abitanti della zona dovettero fare i conti con "furto, omicidio e distruzione" da parte di gruppi di rinnegati, come i "cowboy" o gli "scuoiatori". Questi gruppi di rinnegati "celavano i loro saccheggi sotto una presunta fedeltà a uno o all'altro schieramento". Da qualunque parte fossero i gruppi di rinnegati, cercavano cibo e materiale per sostenere "uomini e bestie da soma". La costante ricerca di cibo e le incursioni nella zona neutrale, specialmente da parte dei "cowboy" (milizia lealista) sostenitori dei britannici, indusse il maggiore generale Heath a comandare al colonnello Greene e al reggimento nero di difendere Pine's Bridge sul fiume Croton dai "cowboy", che facevano frequenti incursioni dalla loro base di Morrisiania (South Bronx), sotto il comando del leader lealista, il generale di brigata James Delancy.

### Battaglia di Pines Bridge
Il 14 maggio 1781, il colonnello Delancey e la sua unità di milizia lealista, De Lancey's Refugee Corps, assalirono Pine's Bridge (vicino all'attuale Yorktown, New York) e colsero di sorpresa il colonnello Greene e il reggimento del Rhode Island. Le truppe di Delancey uccisero il colonnello Greene, il maggiore Ebenezer Flagg e otto soldati afroamericani del reggimento di Rhode Island. Si diceva che le truppe nere avessero "difeso il loro amato colonnello Greene così bene che era solo sui loro cadaveri che il nemico lo raggiunse e lo uccise". Il colonnello Greene e il maggiore Flagg furono sepolti nella First Presbyterian Church di Yorktown.

### Ultimi anni
Dopo la morte del colonnello Greene, il tenente colonnello Jeremiah Olney ha preso il comando del reggimento. Sotto il comando di Olney, il reggimento prese parte all'assedio di Yorktown nell'ottobre 1781, che si rivelò l'ultima grande battaglia della Rivoluzione. Dopo Yorktown, il reggimento si trasferì con l'esercito principale a Newburgh, New York, dove il suo scopo principale era quello di essere pronto a reagire se le forze britanniche in città fossero passate all'offensiva. Il 22 gennaio 1783, il reggimento fu posto sotto il comando del colonnello Marinus Willett della milizia di New York, insieme ad altre unità, per catturare Fort Ontario nella città di Oswego, New York, sulle rive del lago Ontario. L'8 febbraio, la forza di circa 500 soldati, con 120 slitte trainate da cavalli, ha lasciato Fort Herkimer vicino a Utica. Sebbene la spedizione fosse in grado di arrivare a meno di un miglio da Fort Ontario, l'attacco fu annullato all'ultimo minuto poiché la luna non sarebbe dovuta tramontare con sufficiente tempo prima dell'alba per effettuare un attacco a sorpresa. Dopo la spedizione, il Rhode Island Regiment tornò a Newburgh, dove rimase per il resto del suo servizio.

### Battaglione Rhode Island (1783)
Il 1º marzo 1783, il reggimento fu riorganizzato in sei compagnie e designato come battaglione Rhode Island (o "Battaglione di Olney"). Il 15 giugno, i veterani del Rhode Island Regiment furono congedati a Saratoga, New York, e i restanti soldati del battaglione, arruolati per tre anni, furono organizzati in un piccolo battaglione di due compagnie. I britannici evacuarono New York il 25 novembre e il battaglione Rhode Island si sciolse il 25 dicembre a Saratoga, New York. È stata una delle poche unità dell'esercito continentale ad aver servito per l'intera esistenza dell'esercito continentale.

## Scioglimento
Il Rhode Island Regiment ha servito i suoi ultimi giorni a Saratoga, New York, sotto il comando del maggiore William Allen. Il reggimento fu lasciato ad aspettare a Saratoga per mesi, con scarse forniture e una terribile tempesta di neve, finché il maggiore William Allen e l'Aiutante Jeremiah Greenman non stamparono i certificati di congedo il 25 dicembre 1783. Le truppe congedate furono "rimandate nella società civile", secondo uno storico, con solo i soldati bianchi garantiti 100 acri di generosità dal governo federale, oltre a una pensione. L'Assemblea generale del Rhode Island aveva già garantito ai soldati neri la loro libertà dopo la guerra, e l'Assemblea generale del Rhode Island approvò un atto il 23 febbraio 1784 che proibiva a "qualsiasi persona nata a Rhode Island dopo il 1º marzo 1784 di essere resa schiava". L'atto stabiliva anche che i bambini nati da schiavi dovevano essere sostenuti finanziariamente dalla città del Rhode Island in cui erano nati.
Durante lo stesso incontro, il colonnello Olney ha presentato all'Assemblea generale i colori del reggimento continentale del Rhode Island, e da allora sono stati ospitati nella State House. Olney aveva promesso ai suoi uomini il suo "interesse a loro favore" e continuò a sostenere il diritto delle sue ex truppe di rimanere libere e di far pagare loro il salario o le pensioni che meritavano. Nel giugno 1784, 13 veterani neri del Rhode Island Regiment assunsero Samuel Emory per presentare le loro richieste di rimborso all'Ufficio Conti del Dipartimento della Guerra, al fine di aiutare ad alleviare le difficoltà finanziarie che la maggior parte dei veterani neri dovette affrontare dopo la guerra. In risposta, l'Assemblea del Rhode Island approvò un atto speciale per questi soldati il 28 febbraio 1785 che richiedeva "il sostegno dei poveri, che prima erano schiavi, e si arruolavano nei battaglioni continentali". Pertanto, qualsiasi "indiano, negro o mulatto" che fosse malato o incapace di mantenersi deve essere curato dal consiglio comunale in cui viveva. La maggior parte dei veterani neri rimase nel Rhode Island, sebbene molti si trasferirono nei 100 acri di Bounty Land che erano stati promessi a New York o nell'Ohio. La maggior parte dei veterani che sono sopravvissuti fino ai 50 o 60 anni erano in una povertà disperata, compresi i bianchi, a causa della depressione economica verificatasi dopo la Rivoluzione.

## Campagne e battaglie
- Assedio di Boston (dal maggio 1775 al 17 marzo 1776)
- Battaglia di Bunker Hill (17 giugno 1775)
- Battaglia di Long Island (22 agosto 1776)
- Battaglia di Harlem Heights (16 settembre 1776)
- Battaglia di White Plains (28 ottobre 1776)
- Battaglia di Trenton (2 gennaio 1777)
- Battaglia di Princeton (3 gennaio 1777)
- Battaglia di Red Bank (22 ottobre 1777)
- Assedio di Fort Mifflin (dal 23 ottobre al 16 novembre 1777)
- Valley Forge (19 dicembre 1777-19 giugno 1778)
- Battaglia di Rhode Island (29 agosto 1778)
- Di stanza a Bristol, Rhode Island (settembre 1778)
- Quartiere invernale a Warren, Rhode Island (da dicembre 1778 a primavera 1779)
- isola Aquidneck, Rhode Island (da ottobre 1779 a gennaio 1781)
- Accuartierato nello stato di New York (dal gennaio 1781 al 25 dicembre 1783)
- Battaglia di Pine's Bridge (14 maggio 1781)
- Assedio e battaglia di Yorktown (dal 28 settembre al 19 ottobre 1781)
- Accuartierato a Newburgh, New York (1782)
- Spedizione Oswego (da gennaio a febbraio 1783)

## Ufficiali e comandanti
- colonnello James M. Varnum; 3 maggio 1775-27 febbraio 1777 (promosso a generale di brigata)
- colonnello Christopher Greene; 27 febbraio 1777-14 maggio 1781 (ucciso in azione)
- tenente colonnello comandante Jeremiah Olney; 14 maggio 1781-25 dicembre 1783 (congedato)
- Tenente colonnello James Babcock; 3 maggio 1775-31 dicembre 1775 (congedato)
- Archibald Crary; 1º gennaio 1776-31 dicembre 1776 (dimesso)
- Adam Comstock; 1º gennaio 1777 - aprile 1778 (dimesso)
- Samuel Ward Jr.; 5 maggio 1779 (data di rango 26 maggio 1778) - 31 dicembre 1780 (in pensione)
- Jeremiah Olney; 1º gennaio 1781 - 14 maggio 1781 (divenne comandante di reggimento)
- Major Christopher Greene; 3 maggio 1775-31 dicembre 1775 (fatto prigioniero)
- Christopher Smith; 1º gennaio 1776-27 ottobre 1776 (trasferito al 2º reggimento Rhode Island)
- Henry Sherburne; 28 ottobre 1776-11 gennaio 1777 (promosso colonnello)
- Samuel Ward Jr.; 12 gennaio 1777-26 maggio 1778 (promosso tenente colonnello)
- Silas Talbot; 10 ottobre 1777 (data di rango 1º settembre 1777) - 12 novembre 1778 (promosso tenente colonnello)
- Ebenezer Flagg; 5 maggio 1779 (data di rango 26 maggio 1778) - 14 maggio 1781 (ucciso in azione)
- Coggeshall Olney; 25 agosto 1781 (data di carica 14 maggio 1781) - 17 marzo 1783 (dimesso)
- John S. Dexter; 25 agosto 1781 (data di rango 14 maggio 1781) - 3 novembre 1783 (congedato)

## Ricordo
C'è un monumento al 1º reggimento del Rhode Island al Patriots Park di Portsmouth, nel Rhode Island, sul luogo della battaglia di Rhode Island. La bandiera del reggimento è conservata presso la Rhode Island State House a Providence. Il colonnello Greene e il maggiore Flagg sono sepolti presso la First Presbyterian Church di Yorktown, New York, dove c'è un grande monumento in loro onore, a circa due miglia a nord del luogo della loro morte. C'è anche un monumento al primo reggimento di Rhode Island fatto di pietra accanto al segno di Greene per onorare i soldati neri che sono morti per difenderli; questo memoriale è stato aggiunto all'African American Heritage Trail della contea di Westchester nel 2004.